# 坏中尉 (2009年电影)
是一部2009年美国黑色幽默電影，导演是韋納·荷索，主演是尼古拉斯·凯奇、方·基墨、伊娃·门德斯。雖然本片的標題類似阿贝尔·费拉拉执导的1992年電影《壞警官》，但既不是續集也不是重拍，根據荷索所說，唯一的共通點都是以一名腐敗的警察作為中心人物。

## 剧情
美国新奥尔良的一名警察道德沦丧、品行败坏，他热衷毒品、赌博、酗酒、嫖娼，同时还纵欲滥交。飓风卡特里娜一到来，他凭借挽救一个囚犯的生命而被提拔为中尉，同时他的背部受伤而治疗。坏中尉的伤好了之后，又继续开始堕落生活，沉湎毒品和性爱，最终卷入了大毒枭的命案。

## 演員
| 演員             | 角色            | 備註               |
| 尼古拉斯·凯奇    | 特伦斯·麦多纳   | 爆裂警官。         |
| 伊娃·门德斯      | 弗兰基          | 坏中尉的性爱伴侣。 |
| 汤姆·鲍尔        | 帕·麦多纳       | 坏中尉的父亲。     |
| 珍妮佛·克莉姬    | 吉纳维芙·麦多纳 |                    |
| 方·基墨          | 史蒂夫          | 坏中尉的伙伴。     |
| 布拉德·道里夫    | 尼德            |                    |
| 艾勒比           | 大命運          |                    |
| 費爾魯紮·鮑克    | 海蒂            |                    |
| 迈克尔·珊农      | 蒙特            |                    |
| 沃迪·科蒂斯·霍尔 | 詹姆斯          |                    |
| 蕭恩·哈特西      | 阿尔芒德        |                    |
| 丹佐·懷塔克      | 达瑞            |                    |
| 希亚·温汉        | 贾斯丁          |                    |

## 花絮
该片最先上映是在2009年威尼斯电影节，之后在2009年多伦多国际电影节上映。
2009年11月20日，该片在美国上映，由第一印象工作室发行。

## 奖项
| 年份 | 奖项                          | 奖项细分                                     | 是否得奖 | 备注 |
| ---- | ----------------------------- | -------------------------------------------- | -------- | ---- |
| 2009 | 2009年威尼斯电影节            | 金狮奖——韋納·荷索                            | 提名     |      |
| 2009 | 2009年威尼斯电影节            | 克里斯托弗·D·史密瑟斯基金会特别奖——韋納·荷索 | 獲獎     |      |
| 2010 | 2010年独立精神奖              | 最佳摄影——彼得·泽汀格                        | 提名     |      |
| 2010 | 2010年多伦多影评人协会        | 最佳男主角——尼古拉斯·凯奇                    | 獲獎     |      |
| 2010 | 2010年詹姆森·都柏林国际电影节 | 评委会特别奖                                 | 獲獎     |      |